# Trímetro peônico
Trímetro peônico é uma composição poética em que o verso dodecassílabo é composto por 3 peônios de quarta, ou seja, três sequências de três sílabas átonas e uma tônica.
O verso dodecassílabo com este ritmo é chamado também de verso romântico.

## Exemplo
Dentro de mim mora_um poeta muito louco_

e, porque louco,_enamorado, canta_o amor.

E,_enamorado, louco, sofre, sofre_a dor

de ter somente na loucura_o grito rouco

("Dentro de mim" - Paulo Camelo)
Já faz três noites que pro norte relampeia_

E_a Asa Branca,_ouvindo_o ronco do trovão,

já bateu asas e voltou pro meu sertão.

("A volta da Asa Branca" - Luiz Gonzaga e Zé Dantas)